# 대창모터스 다니고
대창모터스 다니고는 2018년부터 생산하는 경차 및 전기자동차이며 대창모터스 최초의 자동차이다.